# Тонкоплёночный транзистор

Основные типы конструкций TFT.

Тонкоплёночный транзи́стор (TFT, англ. thin-film transistor) — разновидность полевого транзистора, при которой как металлические контакты, так и полупроводниковый канал проводимости изготавливаются в виде тонких плёнок (от 1/10 до 1/100 микрона).

## История
Изобретение тонкоплёночных транзисторов датируется февралём 1957 года, когда Дж. Торкель Валлмарк, сотрудник RCA, оформил патент на тонкоплёночную МОП-структуру, в которой в качестве диэлектрика затвора использовался монооксид германия.

## TFT в дисплеях
Тонкоплёночные транзисторы применяются в нескольких типах дисплеев.
Например, во многих ЖК-дисплеях используются TFT как элементы управления активной матрицей на жидких кристаллах.
Однако сами тонкоплёночные транзисторы, как правило, не являются достаточно прозрачными.
В последнее время TFT стали применяться во многих OLED-дисплеях как элементы управления активной матрицей на органических светодиодах (AMOLED).
В первых дисплейных тонкоплёночных транзисторах, появившихся в 1972 году, использовался селенид кадмия. В настоящее время материалом для тонкоплёночных транзисторов традиционно служит аморфный кремний (amorphous silicon, сокращённо a-Si), а в матрицах с высоким разрешением используется поликристаллический кремний (p-Si). В Токийском институте технологий была найдена альтернатива аморфному кремнию — оксид индия, галлия и цинка (англ. Indium gallium zinc oxide, сокращённо IGZO). TFT на основе IGZO используется, например, в дисплеях фирмы Sharp.